# Comuna Cândești, Neamț
Cândești (în trecut, și Socea-Cândești) este o comună în județul Neamț, Moldova, România, formată din satele Bărcănești, Cândești (reședința), Dragova, Pădureni, Țârdenii Mici și Vădurele.
Suprafața totală a comunei este de 3.774 ha, pe care se desfășoară cele șase sate componente ale acestei unități administrativ-teritoriale.

## Așezare
Comuna se află în partea de sud a județului, la limita cu județul Bacău, pe malul drept al Bistriței. Este străbătută de șoseaua județeană DJ159, care o leagă spre est de Costișa (unde se termină în DN15). Din acest drum, la Cândești se ramifică șoseaua județeană DJ159C, care duce spre nord la Borlești; și șoseaua județeană DJ156F, care duce spre vest la Tazlău.

## Relief
Situată în bazinul hidrografic al râului Bistrița și în zona deluroasă a Depresiunii Cracău-Bistrița, relieful comunei este unul de tranziție, reprezentat de dealuri, terasă de luncă, precum și versant în partea estică. Geologic, structura este specifică subzonei aluvionare cu prundișuri și luturi de terasă, soluri specifice zonelor de șes și deal, favorabile întreținerii pășunilor și fânețelor, precum și culturilor agricole.

## Demografie
Componența etnică a comunei Cândești
     Români (85,93%)
     Alte etnii (0%)
     Necunoscută (14,07%)
Componența confesională a comunei Cândești
     Ortodocși (85,53%)
     Alte religii (0,34%)
     Necunoscută (14,13%)
Conform recensământului efectuat în 2021, populația comunei Cândești se ridică la 3.192 de locuitori, în scădere față de recensământul anterior din 2011, când fuseseră înregistrați 3.232 de locuitori. Majoritatea locuitorilor sunt români (85,93%), iar pentru 14,07% nu se cunoaște apartenența etnică. Din punct de vedere confesional, majoritatea locuitorilor sunt ortodocși (85,53%), iar pentru 14,13% nu se cunoaște apartenența confesională.

## Politică și administrație
Comuna Cândești este administrată de un primar și un consiliu local compus din 13 consilieri. Primarul, Vasile-Bogdan Gherasim[*], de la Partidul Național Liberal, este în funcție din 1 noiembrie 2024. Începând cu alegerile locale din 2024, consiliul local are următoarea componență pe partide politice:
|  | Partid                          | Consilieri | Componența Consiliului | Componența Consiliului | Componența Consiliului | Componența Consiliului | Componența Consiliului |
|  | ------------------------------- | ---------- | ---------------------- | ---------------------- | ---------------------- | ---------------------- | ---------------------- |
|  | Partidul Național Liberal       | 5          |                        |                        |                        |                        |                        |
|  | Partidul Social Democrat        | 4          |                        |                        |                        |                        |                        |
|  | Alianța pentru Unirea Românilor | 4          |                        |                        |                        |                        |                        |

## Istorie
Comuna Cîndești este amplasată pe o feudă ce a fost dăruită de către voievodul Ștefan al II-lea al Moldovei (Ștefan al II-lea Stetco, 1434-1447, fiul lui Alexandru cel Bun) unui anume Cînde (sau Chianda/Cîndea) pentru serviciu credincios. Se pare că acest Cînde este una și aceeași persoană cu Toma Cînde, mare boier în Sfatul Moldovei și vistiernic al lui Ștefan cel Mare. Documentul de donație a feudei poartă data de 4 aprilie 1435, dată considerată atestarea documentară a comunei.
Numele de Cîndești apare pentru prima dată într-un document ce poartă data de 8 ianuarie 1523, din timpul lui Ștefăniță Vodă, unde se consemnează:
„Cu mila lui Dumnezeu, Noi Ștefan Voievod,Domnul Țării Moldovei, facem cunoscut cu această carte a noastra, tuturor care va căuta la dânsa sau o va auzi cetindu-se, că au venit înaintea noastră și a boierilor noștri, slugile noastre Ion si fratele lui Neagul si sora lor Urâta, fiii lui Mihail si vărul lor Nicoară, și sora lor Nasta, de a lor bună voie, de nimeni nesiliți și asupriți, și au vândut a lor dreaptă ocina, din a lor drept uric și credincios ce a avut bunul lor Cînde, de la străbunul nostru, de la Ștefan Voievod, a patra parte din sat, din Cîndesti, in Câmpul lui Dragoș, și au vândut slugii noastre, lui Toader Cămăraș, drept 280 de zloți tătaraști.”
Pe teritoriul comunei Cîndesti au fost descoperite întamplator, iar mai târziu prin cercetări sistematice, numeroase mărturii ale continuității așezărilor omenești pe aceste meleaguri. Cele mai vechi urme ale culturii materiale(vase, topoare din piatră) aparțin perioadei neolitice și eneolitice, intre anii 5660 - 1700 î.e.n. În lucrarea "Cercetari din preistoria judetului Neamt" Constantin Mătasă afirma că localitatea Cîndești face parte dintre cele mai bogate stațiuni preistorice din județ.
La sfârșitul secolului al XIX-lea, comuna făcea parte din plasa Bistrița a județului Neamț și era formată din satele Bărcănești, Bălcești, Cândești, Cotreanța, Frunzeni și Țârdeni, având în total 1988 de locuitori. În comună existau opt mori de apă, trei fierării, 22 de rotării, trei biserici și o școală. Anuarul Socec din 1925 o consemnează sub denumirea de Socea-Cândești, în aceeași plasă, având 3780 de locuitori în satele Bărcănești, Belcești, Cândești, Frunzeni, Socea, Țărdeni și Vadurile. În 1931, satele componente ale comunei erau Bărcănești, Cândești, Cotreanța, Frunzeni și Vădurele.
În 1950, comuna a fost transferată raionului Buhuși și apoi (după 1964) raionului Piatra Neamț din regiunea Bacău. Din 1964, satul Cotreanța poartă denumirea de Dragova. În 1968, comuna a revenit la județul Neamț, reînființat.

## Monumente istorice
Singurul obiectiv din comuna Cândești inclus în lista monumentelor istorice din județul Neamț este situl arheologic din dealul Cetățuia de lângă satul Cândești, sit ce cuprinde urmele unei așezări din secolele al II-lea–al III-lea e.n.

## Personalități
Anton Naum (1829-1917) - poet junimist, profesor universitar la universitatea „Al. I. Cuza” din Iași, membru titular al Academiei Române.
Gheorghe Manolache (n. 1950) - poet, critic literar, în prezent profesor universitar la disciplina Literatura Română. Postmodernismul românesc. Introducere în critica literară, Facultatea de Litere și Arte, Universitatea „Lucian Blaga” din Sibiu. Membru titular al Uniunii Scriitorilor.